# Sommer Lecky
Sommer Lecky (* 14. Juni 2000 in Enniskillen) ist eine irische Hochspringerin.

## Sportliche Laufbahn
Erste internationale Erfahrungen sammelte Sommer Lecky im Jahr 2015, als sie beim Europäischen Olympischen Jugendfestival (EYOF) in Tiflis mit übersprungenen 1,80 m die Bronzemedaille gewann. Im Jahr darauf belegte sie dann bei den erstmals ausgetragenen Jugendeuropameisterschaften ebendort mit 1,70 m den achten Platz. 2017 siegte sie bei den Commonwealth Youth Games in Nassau mit 1,83 m und 2018 erreichte sie bei den Commonwealth Games im australischen Gold Coast mit einer Höhe von 1,80 m Rang zehn. Anschließend gewann sie dann bei den U20-Weltmeisterschaften in Tampere mit 1,90 m die Silbermedaille. 2019 schied sie bei den Halleneuropameisterschaften in Glasgow mit 1,75 m in der Qualifikation aus und bei den U20-Europameisterschaften im schwedischen Borås wurde sie mit 1,84 m Fünfte.
2016 wurde Lecky irische Meisterin im Freien sowie von 2017 bis 2020 in der Halle.

## Bestleistungen
- Hochsprung (Freiluft): 1,90 m, 15. Juli 2018 in Tampere
  - Halle: 1,86 m, 28. Januar 2018 in Glasgow